# Mauro Maria Morfino
Mauro Maria Morfino (Arborea, 23 marzo 1958) è un vescovo cattolico italiano, dal 31 gennaio 2011 vescovo di Alghero-Bosa.

## Biografia
Nasce ad Arborea, in provincia ed arcidiocesi di Oristano, il 23 marzo 1958.

### Formazione e ministero sacerdotale
Dopo aver frequentato il ginnasio presso la casa di formazione dei salesiani a Genzano di Roma, inizia il noviziato presso la società salesiana di San Giovanni Bosco a Lanuvio e lo conclude emettendo la professione semplice il 12 settembre 1975.
Consegue il diploma magistrale ed insegna educazione musicale, dal 1977 al 1980, nelle scuole medie inferiori. Nel 1978 ottiene la licenza in teoria e solfeggio mentre presso la Pontificia Facoltà Teologica della Sardegna consegue il diploma degli studi filosofici. Dal 1981 al 1982 è segretario della scuola media Don Bosco ad Arborea.
Il 25 settembre 1983 emette la professione solenne. Ad Arborea è ordinato diacono il 29 giugno 1985 e presbitero il 19 luglio 1986 dal vescovo Giovanni Pes.
Dal 1982 al 1992 studia in Medio Oriente, dove, nel 1986, consegue il baccellierato in sacra teologia, nel 1988 la licenza in scienze bibliche e nel 1992 il dottorato in scienze bibliche. È anche collaboratore della rappresentanza pontificia a Gerusalemme dal 1987 al 1990.
Tornato in Italia nel 1992, risiede presso la comunità salesiana di Cagliari ed è docente di sacra scrittura e direttore del dipartimento di scienze bibliche presso la pontificia facoltà teologica della Sardegna. È direttore spirituale del pontificio seminario regionale sardo dal 1995 al 1998, vicepreside della pontificia facoltà teologica della Sardegna dal 1998 al 2006.

### Ministero episcopale
Il 31 gennaio 2011 papa Benedetto XVI lo nomina vescovo di Alghero-Bosa; succede a Giacomo Lanzetti, precedentemente nominato vescovo di Alba. Il 3 aprile successivo riceve l'ordinazione episcopale, nel piazzale della Pace ad Alghero, dal cardinale Tarcisio Bertone, co-consacranti gli arcivescovi Paolo Atzei e Claudio Gugerotti. Durante la stessa celebrazione prende possesso della diocesi, mentre il 9 aprile fa il suo ingresso nella concattedrale di Bosa.
Dovendo "provvedere alla riorganizzazione pastorale della diocesi, in seguito alle mutate condizioni ed esigenze del territorio, nonché alla sensibile diminuzione del clero", nel 2014 dispone la soppressione delle 8 foranie in cui era articolata la diocesi ed istituisce 3 nuove foranie.
Presso la Conferenza episcopale sarda è delegato per la dottrina della fede, l'annuncio e la catechesi e per il Pontificio seminario regionale; l'11 aprile 2025, inoltre, è eletto vicepresidente dello stesso organismo.

## Genealogia episcopale
La genealogia episcopale è:
- Cardinale Scipione Rebiba
- Cardinale Giulio Antonio Santori
- Cardinale Girolamo Bernerio, O.P.
- Arcivescovo Galeazzo Sanvitale
- Cardinale Ludovico Ludovisi
- Cardinale Luigi Caetani
- Cardinale Ulderico Carpegna
- Cardinale Paluzzo Paluzzi Altieri degli Albertoni
- Papa Benedetto XIII
- Papa Benedetto XIV
- Cardinale Enrico Enriquez
- Arcivescovo Manuel Quintano Bonifaz
- Cardinale Buenaventura Córdoba Espinosa de la Cerda
- Cardinale Giuseppe Maria Doria Pamphilj
- Papa Pio VIII
- Papa Pio IX
- Cardinale Gustav Adolf von Hohenlohe-Schillingsfürst
- Arcivescovo Salvatore Magnasco
- Cardinale Gaetano Alimonda
- Cardinale Agostino Richelmy
- Vescovo Giuseppe Castelli
- Vescovo Gaudenzio Binaschi
- Arcivescovo Albino Mensa
- Cardinale Tarcisio Bertone, S.D.B.
- Vescovo Mauro Maria Morfino, S.D.B.